# Beinn Bharrain
Beinn Bharrain är ett berg i Storbritannien.   Det ligger i kommunen North Ayrshire och riksdelen Skottland, i den nordvästra delen av landet, 600 km nordväst om huvudstaden London. Toppen på Beinn Bharrain är 703 meter över havet, eller 55 meter över den omgivande terrängen. Bredden vid basen är 0,55 km. Beinn Bharrain ligger på ön Isle of Arran.
Terrängen runt Beinn Bharrain är huvudsakligen kuperad, men åt nordväst är den platt. Havet är nära Beinn Bharrain västerut.Runt Beinn Bharrain är det glesbefolkat, med 12 invånare per kvadratkilometer. Trakten runt Beinn Bharrain består i huvudsak av gräsmarker.